# 1516 w sztukach plastycznych

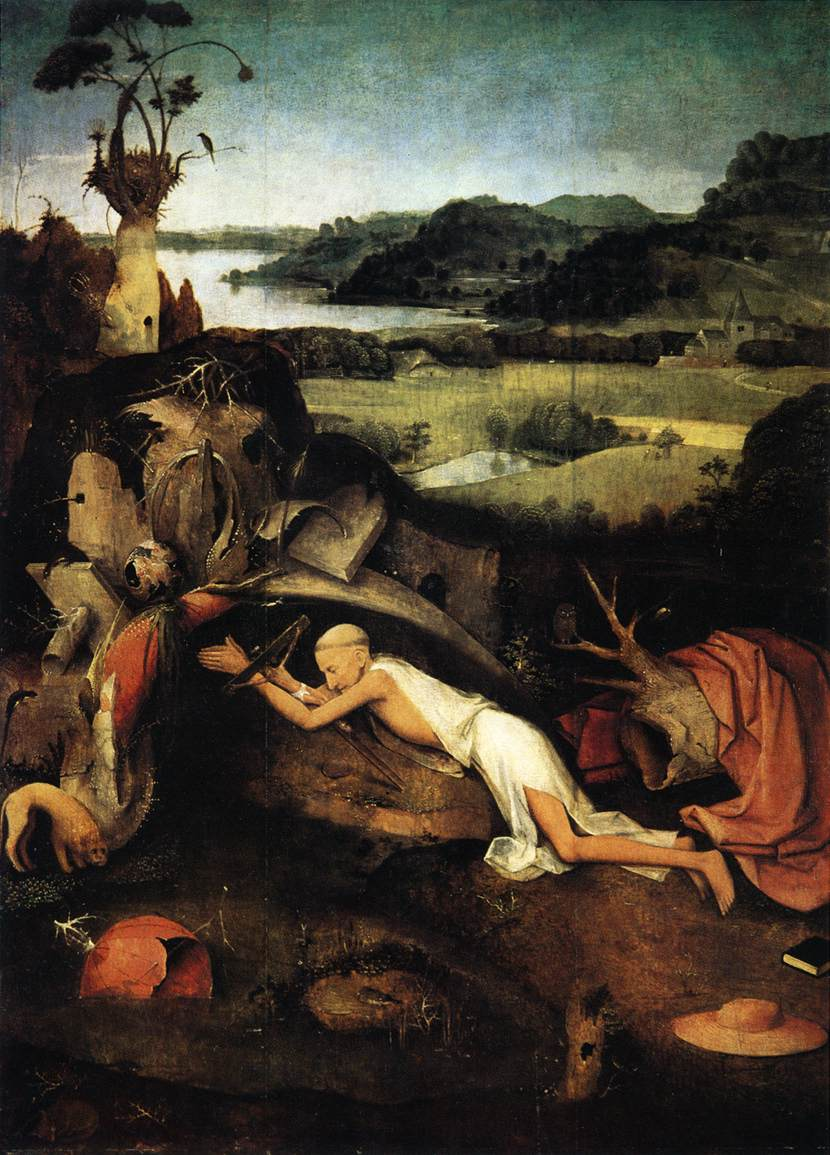
Hieronim Bosch, Pokutujący św. Hieronim

Wydarzenia w sztukach plastycznych i wizualnych w 1516 roku.

## Urodzili się
- 16 lutego Prospero Spani, włoski rzeźbiarz[1].

## Zmarli
- Hieronim Bosch, holenderski malarz[2].
- 26 listopada Giovanni Bellini, włoski malarz[3].
- Antonio Lombardo, włoski rzeźbiarz[4].